# Мадригал
Мадригал (на италиански: madrigale; на латински: madrigale или на латински: matricale) е музикално-поетическо произведение с любовно-лирическо съдържание. Представлява вокална музикална композиция в началото за два-три гласа, а по-късно за четири до шест гласа. Текстовете най-често са на италиански език. Ражда се сред пищността на благородническите дворове като съвместно творение на поет и композитор, в което изисканият текст е „облечен“ в красива полифонична музика.
Мадригалът е базиран на фротолата и на ренесансовите шансони. В историята на италианската музика се различава мадригала от XIV век и този от епохата на Възраждането. По това време мадригалите са практически основната музикална форма. Апогеят на развитието им е през XVI век, а през третото десетилетие на XVII век замира като жанр, изместен от операта, и се слива с кантатата.
Автори на много от мадригалите на XVI век са работещи в Италия композитори от франко-фламандската школа.

## Класически композитори
- Орландо ди Ласо
- Андреа Габриели
- Клаудио Монтеверди
- Джовани Пиерлуиджи да Палестрина
- Филип дьо Монт
- Лука Маренцио